# Маниту Бич-Девилс Лејк (Мичиген)
Маниту Бич-Девилс Лејк (енгл. Manitou Beach-Devils Lake) насељено је место без административног статуса у америчкој савезној држави Мичиген.

## Демографија
По попису из 2010. године број становника је 2.019, што је 61 (-2,9%) становника мање него 2000. године.
| Група             | 2000.         | 2010.         |
| Белци             | 2.020 (97,1%) | 1.938 (96,0%) |
| Афроамериканци    | 4 (0,2%)      | 4 (0,2%)      |
| Азијати           | 3 (0,1%)      | 8 (0,4%)      |
| Хиспаноамериканци | 26 (1,3%)     | 41 (2,0%)     |
| Укупно            | 2.080         | 2.019         |